# Percnia
Percnia är ett släkte av fjärilar. Percnia ingår i familjen mätare.

## Bildgalleri

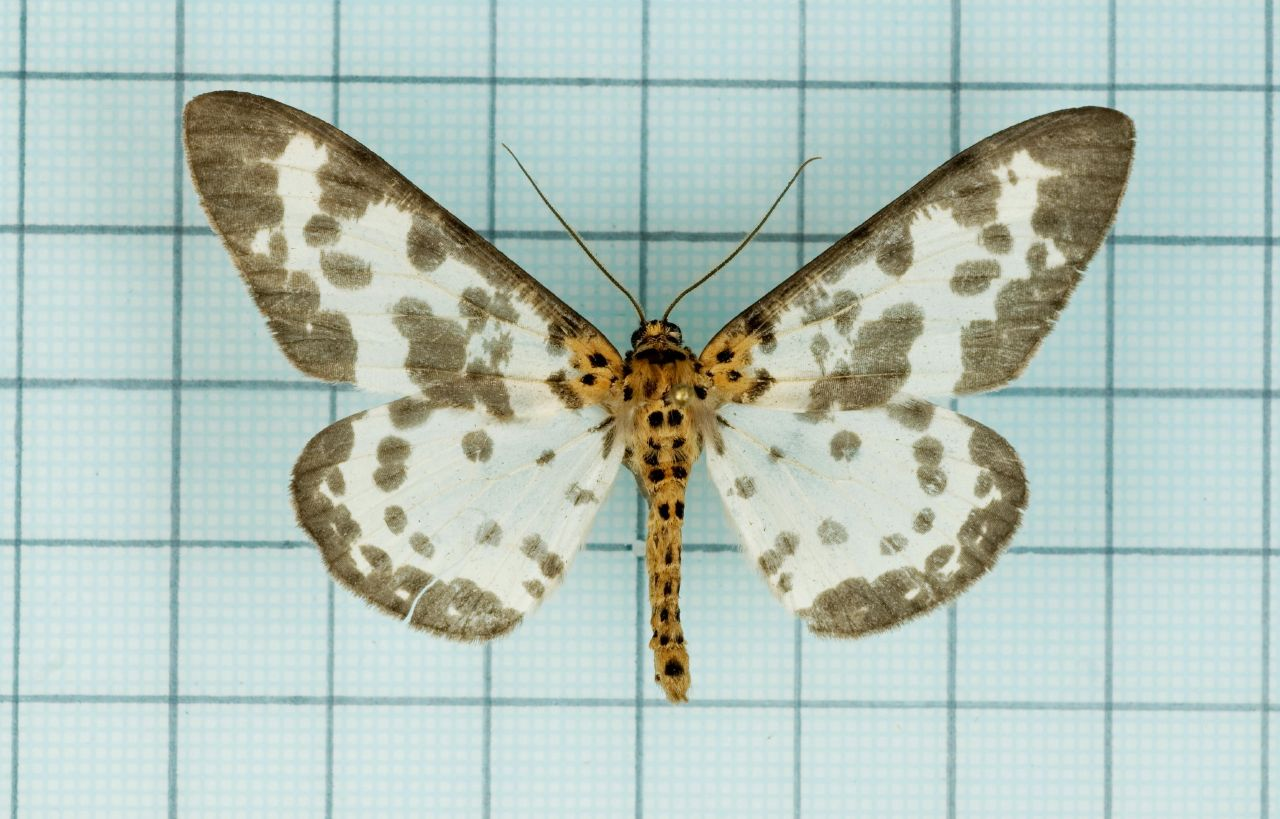
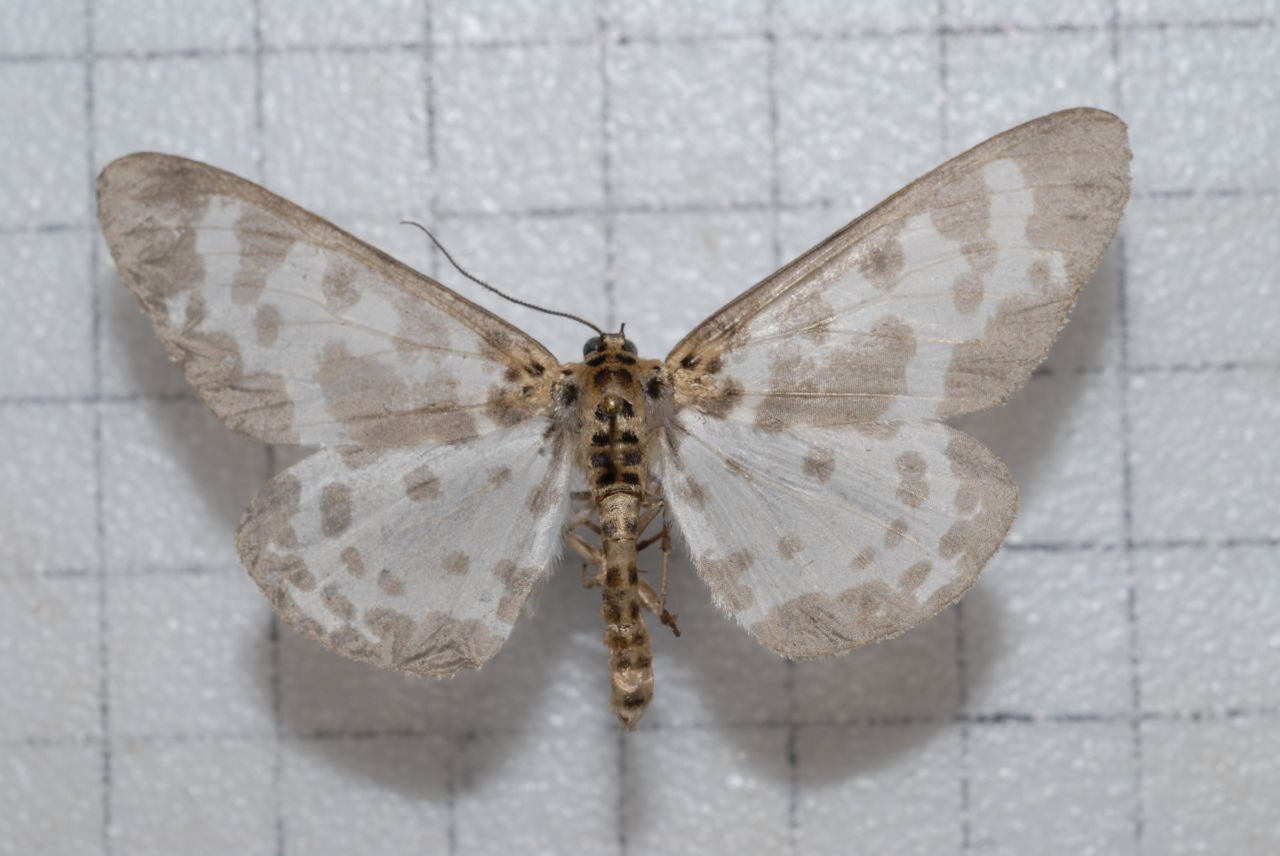
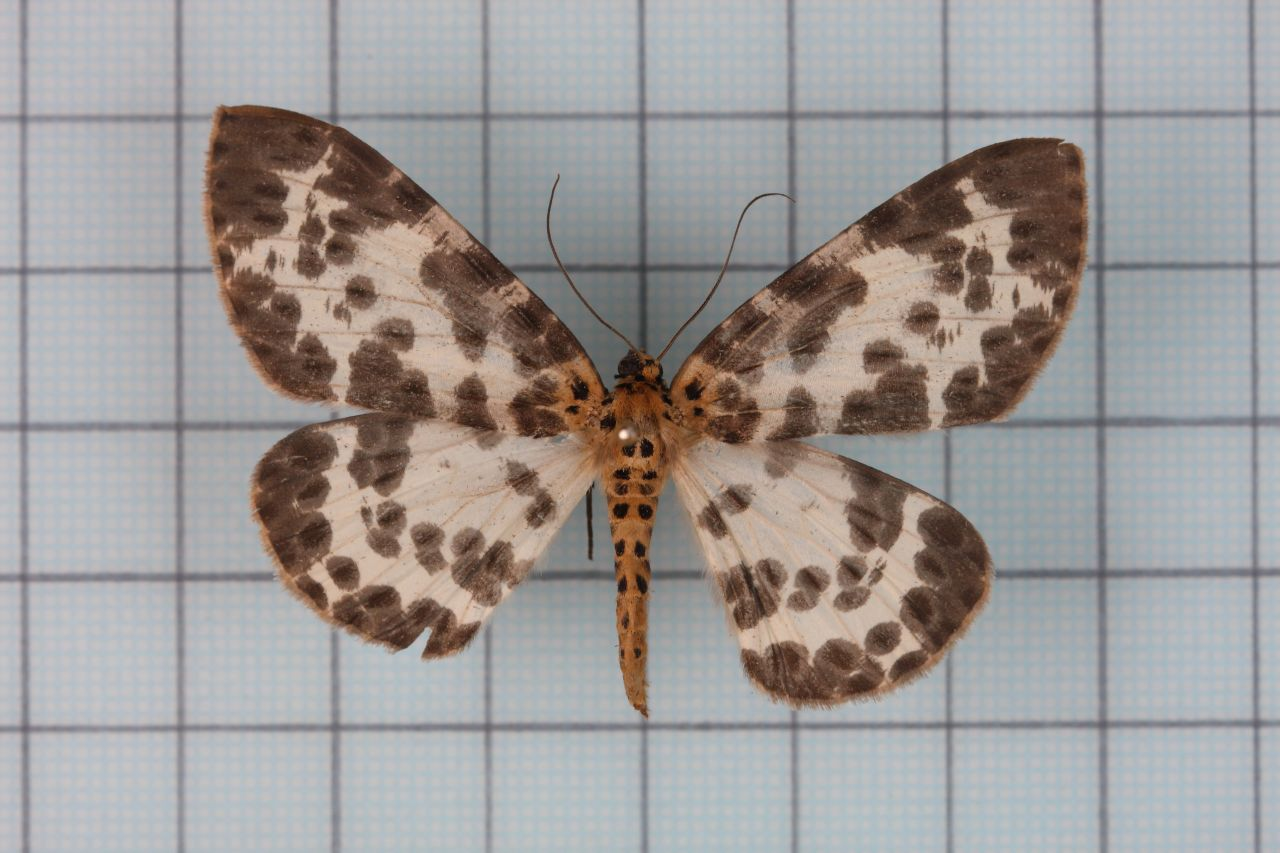

## Dottertaxa tillPercnia, i alfabetisk ordning[1]
- Percnia albinigrata
- Percnia belluaria
- Percnia celluaria
- Percnia confusa
- Percnia cordiforma
- Percnia ductaria
- Percnia felinaria
- Percnia foraria
- Percnia formosana
- Percnia fumidaria
- Percnia giraffata
- Percnia grandaria
- Percnia grisearia
- Percnia guttata
- Percnia inquinata
- Percnia interfusa
- Percnia longimacula
- Percnia longitermen
- Percnia luridaria
- Percnia maculata
- Percnia meridionalis
- Percnia nominoneura
- Percnia prouti
- Percnia punctimaculata
- Percnia siffanica
- Percnia sinensis
- Percnia subfumida
- Percnia submissa
- Percnia suffusaria
- Percnia terminata